# Copa do Mundo de Voleibol Masculino de 2015
A Copa do Mundo de Voleibol Masculino de 2015 foi a 13ª edição deste torneio organizado pela Federação Internacional de Voleibol (FIVB) a cada quatro anos. Foi realizada em seis cidades japonesas e classificou as duas melhores equipes aos Jogos Olímpicos de 2016, no Rio de Janeiro.
Os Estados Unidos conquistaram o título pela segunda vez na história, sendo o anterior 30 anos antes, em 1985. Vice-campeã, a Itália completou a relação de classificados as Olimpíadas de 2016. O ponteiro norte-americano Matthew Anderson foi eleito o melhor jogador da competição.

## Equipes classificadas
Doze equipes participaram da Copa do Mundo. Classificaram-se as equipes campeãs e vice-campeãs dos torneios continentais (África, América do Sul e NORCECA), as equipes melhores colocadas nos rankings continentais (Ásia e Europa), o Japão como o país-sede e a equipe detentora do Campeonato Mundial (Polônia). Por já estar classificado aos Jogos Olímpicos de 2016 como anfitrião, o Brasil não participa da Copa do Mundo em 2015.
| País-sede             |         |                                               |
| Japão                 | AVC     |                                               |
| Campeão mundial       |         |                                               |
| Polônia               | CEV     |                                               |
| Torneios continentais |         |                                               |
| Rússia                | CEV     | Melhor no ranking europeu                     |
| Itália                | CEV     | 2ª melhor no ranking europeu                  |
| Canadá                | NORCECA | Campeão da Copa dos Campeões da NORCECA       |
| Estados Unidos        | NORCECA | Vice-campeão da Copa dos Campeões da NORCECA  |
| Argentina             | CSV     | Campeão das Eliminatórias Sul-Americanas      |
| Venezuela             | CSV     | Vice-campeão das Eliminatórias Sul-Americanas |
| Irã                   | AVC     | Melhor asiático no ranking da FIVB            |
| Austrália             | AVC     | 2ª melhor asiático no ranking da FIVB         |
| Egito                 | CAVB    | Campeão da África                             |
| Tunísia               | CAVB    | Vice-campeão da África                        |

## Sedes
| Fase | Local A                                        | Local B                              |
| ---- | ---------------------------------------------- | ------------------------------------ |
| 1ª   | Hiroshima Prefectural Sports Center, Hiroshima | Hamamatsu Arena, Hamamatsu           |
| 2ª   | Osaka Municipal Central Gymnasium, Osaka       | Toyama City Gymnasium, Toyama        |
| 3ª   | Yoyogi National Gymnasium, Tóquio              | Tokyo Metropolitan Gymnasium, Tóquio |

## Classificação
- Vitória por 3 sets a 0 ou 3 a 1: 3 pontos para o vencedor;
- Vitória por 3 sets a 2: 2 pontos para o vencedor e 1 ponto para o perdedor.
- Em caso de igualdade em número de vitórias, os seguintes critérios servirão como desempate: número de pontos, média de sets e média de pontos.

Todas as partidas seguem o horário local.
|     |                |     | Jogos | Jogos | Jogos | Resultados | Resultados | Resultados | Resultados | Resultados | Resultados | Sets | Sets | Sets  | Pontos | Pontos | Pontos |
| Pos | Equipe         | Pts | T     | V     | D     | 3–0        | 3–1        | 3–2        | 2–3        | 1–3        | 0–3        | V    | P    | R     | V      | P      | R      |
| --- | -------------- | --- | ----- | ----- | ----- | ---------- | ---------- | ---------- | ---------- | ---------- | ---------- | ---- | ---- | ----- | ------ | ------ | ------ |
| 1   | Estados Unidos | 30  | 11    | 10    | 1     | 7          | 3          | 0          | 0          | 1          | 0          | 31   | 6    | 5.167 | 899    | 746    | 1.205  |
| 2   | Itália         | 29  | 11    | 10    | 1     | 6          | 3          | 1          | 0          | 0          | 1          | 30   | 8    | 3.750 | 918    | 780    | 1.177  |
| 3   | Polônia        | 29  | 11    | 10    | 1     | 3          | 6          | 1          | 0          | 1          | 0          | 31   | 11   | 2.818 | 1011   | 884    | 1.144  |
| 4   | Rússia         | 23  | 11    | 8     | 3     | 6          | 1          | 1          | 0          | 1          | 2          | 25   | 12   | 2.083 | 885    | 794    | 1.115  |
| 5   | Argentina      | 21  | 11    | 7     | 4     | 4          | 2          | 1          | 1          | 3          | 0          | 26   | 16   | 1.625 | 985    | 922    | 1.068  |
| 6   | Japão          | 16  | 11    | 5     | 6     | 3          | 1          | 1          | 2          | 2          | 2          | 21   | 21   | 1,000 | 928    | 934    | 0.994  |
| 7   | Canadá         | 13  | 11    | 5     | 6     | 3          | 0          | 2          | 0          | 3          | 3          | 18   | 22   | 0.818 | 886    | 940    | 0.943  |
| 8   | Irã            | 12  | 11    | 4     | 7     | 2          | 1          | 1          | 1          | 2          | 4          | 16   | 24   | 0.667 | 905    | 893    | 1.013  |
| 9   | Austrália      | 12  | 11    | 4     | 7     | 2          | 1          | 1          | 1          | 1          | 5          | 15   | 24   | 0.625 | 831    | 925    | 0.898  |
| 10  | Egito          | 8   | 11    | 2     | 9     | 0          | 1          | 1          | 3          | 1          | 5          | 13   | 30   | 0.433 | 889    | 976    | 0.911  |
| 11  | Venezuela      | 3   | 11    | 1     | 10    | 0          | 0          | 1          | 1          | 3          | 6          | 8    | 32   | 0.250 | 815    | 981    | 0.831  |
| 12  | Tunísia        | 2   | 11    | 0     | 11    | 0          | 0          | 0          | 2          | 1          | 8          | 5    | 33   | 0.152 | 747    | 924    | 0.808  |

## Primeira fase

### Hiroshima
| Data   | Hora  |                | Placar |                | Set 1 | Set 2 | Set 3 | Set 4 | Set 5 | Total   | Relatório |
| ------ | ----- | -------------- | ------ | -------------- | ----- | ----- | ----- | ----- | ----- | ------- | --------- |
| 8 set  | 12:10 | Canadá         | 1–3    | Itália         | 19–25 | 20–25 | 25–22 | 13–25 |       | 77–97   | Relatório |
| 8 set  | 15:10 | Estados Unidos | 3–0    | Austrália      | 25–23 | 25–12 | 25–15 |       |       | 75–50   | Relatório |
| 8 set  | 19:20 | Japão          | 3–2    | Egito          | 25–19 | 23–25 | 25–18 | 17–25 | 15–7  | 105–94  | Relatório |
| 9 set  | 12:10 | Austrália      | 0–3    | Itália         | 17–25 | 18–25 | 15–25 |       |       | 50–75   | Relatório |
| 9 set  | 15:10 | Egito          | 2–3    | Canadá         | 22–25 | 23–25 | 25–21 | 26–24 | 12–15 | 108–110 | Relatório |
| 9 set  | 19:20 | Estados Unidos | 3–1    | Japão          | 25–23 | 21–25 | 25–11 | 25–14 |       | 96–73   | Relatório |
| 10 set | 12:10 | Itália         | 3–1    | Egito          | 20–25 | 26–24 | 25–22 | 25–13 |       | 96–84   | Relatório |
| 10 set | 15:10 | Canadá         | 0–3    | Estados Unidos | 21–25 | 20–25 | 17–25 |       |       | 58–75   | Relatório |
| 10 set | 19:20 | Japão          | 3–1    | Austrália      | 25–17 | 25–21 | 25–27 | 25–18 |       | 100–83  | Relatório |
| 12 set | 12:10 | Estados Unidos | 3–0    | Itália         | 25–18 | 25–23 | 29–27 |       |       | 79–68   | Relatório |
| 12 set | 15:10 | Austrália      | 3–2    | Egito          | 23–25 | 26–24 | 25–23 | 20–25 | 15–13 | 109–110 | Relatório |
| 12 set | 19:20 | Japão          | 3–0    | Canadá         | 25–17 | 25–15 | 25–21 |       |       | 75–53   | Relatório |
| 13 set | 12:10 | Egito          | 0–3    | Estados Unidos | 20–25 | 13–25 | 21–25 |       |       | 54–75   | Relatório |
| 13 set | 15:10 | Canadá         | 3–2    | Austrália      | 32–34 | 25–14 | 25–21 | 27–29 | 20–18 | 129–116 | Relatório |
| 13 set | 19:20 | Itália         | 3–0    | Japão          | 25–21 | 25–20 | 25–15 |       |       | 75–56   | Relatório |

### Hamamatsu
| Data   | Hora  |           | Placar |           | Set 1 | Set 2 | Set 3 | Set 4 | Set 5 | Total   | Relatório |
| ------ | ----- | --------- | ------ | --------- | ----- | ----- | ----- | ----- | ----- | ------- | --------- |
| 8 set  | 12:10 | Argentina | 3–1    | Irã       | 25–27 | 25–22 | 25–22 | 26–24 |       | 101–95  | Relatório |
| 8 set  | 15:10 | Rússia    | 3–0    | Venezuela | 29–27 | 25–16 | 25–15 |       |       | 79–58   | Relatório |
| 8 set  | 18:40 | Polônia   | 3–0    | Tunísia   | 25–17 | 25–15 | 25–20 |       |       | 75–52   | Relatório |
| 9 set  | 12:10 | Venezuela | 2–3    | Argentina | 32–30 | 15–25 | 26–24 | 13–25 | 10–15 | 96–119  | Relatório |
| 9 set  | 15:20 | Tunísia   | 1–3    | Irã       | 17–25 | 25–21 | 14–25 | 20–25 |       | 76–96   | Relatório |
| 9 set  | 18:40 | Polônia   | 3–1    | Rússia    | 26–28 | 27–25 | 25–19 | 25–22 |       | 103–94  | Relatório |
| 10 set | 12:10 | Irã       | 3–0    | Venezuela | 25–20 | 25–17 | 25–15 |       |       | 75–52   | Relatório |
| 10 set | 15:10 | Argentina | 1–3    | Polônia   | 18–25 | 25–19 | 21–25 | 25–27 |       | 89–96   | Relatório |
| 10 set | 18:40 | Rússia    | 3–0    | Tunísia   | 25–17 | 25–16 | 29–27 |       |       | 79–60   | Relatório |
| 12 set | 12:10 | Polônia   | 3–2    | Irã       | 18–25 | 23–25 | 25–15 | 25–20 | 15–11 | 106–96  | Relatório |
| 12 set | 15:10 | Tunísia   | 2–3    | Venezuela | 25–19 | 18–25 | 25–22 | 26–28 | 13–15 | 107–109 | Relatório |
| 12 set | 18:40 | Rússia    | 3–1    | Argentina | 25–19 | 21–25 | 25–18 | 25–20 |       | 96–82   | Relatório |
| 13 set | 12:10 | Venezuela | 1–3    | Polônia   | 27–25 | 23–25 | 16–25 | 23–25 |       | 89–100  | Relatório |
| 13 set | 15:10 | Argentina | 3–0    | Tunísia   | 25–20 | 25–19 | 25–20 |       |       | 75–59   | Relatório |
| 13 set | 18:40 | Irã       | 0–3    | Rússia    | 24–26 | 18–25 | 20–25 |       |       | 62–76   | Relatório |

## Segunda fase

### Osaka
| Data   | Hora  |                | Placar |           | Set 1 | Set 2 | Set 3 | Set 4 | Set 5 | Total   | Relatório |
| ------ | ----- | -------------- | ------ | --------- | ----- | ----- | ----- | ----- | ----- | ------- | --------- |
| 16 set | 12:10 | Estados Unidos | 3–0    | Venezuela | 25–18 | 25–16 | 25–20 |       |       | 75–54   | Relatório |
| 16 set | 15:10 | Itália         | 3–0    | Irã       | 25–19 | 25–23 | 25–21 |       |       | 75–63   | Relatório |
| 16 set | 19:20 | Japão          | 3–0    | Tunísia   | 25–21 | 25–19 | 25–19 |       |       | 75–59   | Relatório |
| 17 set | 12:10 | Estados Unidos | 3–1    | Irã       | 20–25 | 25–19 | 25–22 | 25–21 |       | 95–87   | Relatório |
| 17 set | 15:10 | Itália         | 3–0    | Tunísia   | 25–18 | 25–23 | 25–22 |       |       | 75–63   | Relatório |
| 17 set | 19:20 | Japão          | 3–0    | Venezuela | 33–31 | 26–24 | 25–19 |       |       | 84–74   | Relatório |
| 18 set | 12:10 | Estados Unidos | 3–0    | Tunísia   | 25–14 | 25–19 | 29–27 |       |       | 79–60   | Relatório |
| 18 set | 15:10 | Itália         | 3–0    | Venezuela | 25–16 | 25–22 | 25–18 |       |       | 75–56   | Relatório |
| 18 set | 19:20 | Japão          | 2–3    | Irã       | 25–22 | 25–23 | 18–25 | 21–25 | 12–15 | 101–110 | Relatório |

### Toyama
| Data   | Hora  |           | Placar |           | Set 1 | Set 2 | Set 3 | Set 4 | Set 5 | Total  | Relatório |
| ------ | ----- | --------- | ------ | --------- | ----- | ----- | ----- | ----- | ----- | ------ | --------- |
| 16 set | 12:10 | Egito     | 0–3    | Argentina | 18–25 | 19–25 | 21–25 |       |       | 58–75  | Relatório |
| 16 set | 15:10 | Canadá    | 1–3    | Polônia   | 25–23 | 15–25 | 19–25 | 19–25 |       | 78–98  | Relatório |
| 16 set | 19:10 | Austrália | 0–3    | Rússia    | 24–26 | 16–25 | 18–25 |       |       | 58–76  | Relatório |
| 17 set | 12:10 | Egito     | 0–3    | Polônia   | 20–25 | 23–25 | 18–25 |       |       | 61–75  | Relatório |
| 17 set | 15:10 | Canadá    | 0–3    | Rússia    | 21–25 | 16–25 | 19–25 |       |       | 56–75  | Relatório |
| 17 set | 19:10 | Austrália | 0–3    | Argentina | 21–25 | 23–25 | 16–25 |       |       | 60–75  | Relatório |
| 18 set | 12:10 | Egito     | 0–3    | Rússia    | 20–25 | 24–26 | 18–25 |       |       | 62–76  | Relatório |
| 18 set | 15:10 | Canadá    | 1–3    | Argentina | 21–25 | 25–23 | 27–29 | 22–25 |       | 95–102 | Relatório |
| 18 set | 19:10 | Austrália | 0–3    | Polônia   | 15–25 | 22–25 | 17–25 |       |       | 54–75  | Relatório |

## Terceira fase

### Tóquio (YNG)
| Data   | Hora  |                | Placar |           | Set 1 | Set 2 | Set 3 | Set 4 | Set 5 | Total   | Relatório |
| ------ | ----- | -------------- | ------ | --------- | ----- | ----- | ----- | ----- | ----- | ------- | --------- |
| 21 set | 10:30 | Itália         | 3–0    | Rússia    | 25–15 | 26–24 | 25–18 |       |       | 76–57   | Relatório |
| 21 set | 14:15 | Japão          | 0–3    | Argentina | 24–26 | 22–25 | 21–25 |       |       | 67–76   | Relatório |
| 21 set | 17:10 | Estados Unidos | 1–3    | Polônia   | 25–17 | 19–25 | 23–25 | 15–25 |       | 82–92   | Relatório |
| 22 set | 10:30 | Itália         | 3–2    | Argentina | 22–25 | 25–20 | 25–21 | 20–25 | 16–14 | 108–105 | Relatório |
| 22 set | 14:15 | Japão          | 1–3    | Polônia   | 26–24 | 25–27 | 21–25 | 19–25 |       | 91–101  | Relatório |
| 22 set | 17:20 | Estados Unidos | 3–0    | Rússia    | 25–23 | 26–24 | 25–17 |       |       | 76–64   | Relatório |
| 23 set | 10:30 | Itália         | 3–1    | Polônia   | 26–24 | 22–25 | 25–22 | 25–19 |       | 98–90   | Relatório |
| 23 set | 14:15 | Japão          | 2–3    | Rússia    | 29–27 | 17–25 | 25–21 | 17–25 | 13–15 | 101–113 | Relatório |
| 23 set | 18:40 | Estados Unidos | 3–1    | Argentina | 25–20 | 25–21 | 17–25 | 25–20 |       | 92–86   | Relatório |

### Tóquio (TMG)
| Data   | Hora  |           | Placar |           | Set 1 | Set 2 | Set 3 | Set 4 | Set 5 | Total  | Relatório |
| ------ | ----- | --------- | ------ | --------- | ----- | ----- | ----- | ----- | ----- | ------ | --------- |
| 21 set | 11:10 | Egito     | 3–2    | Tunísia   | 23–25 | 25–21 | 23–25 | 25–17 | 15–11 | 111–99 | Relatório |
| 21 set | 14:10 | Canadá    | 3–0    | Venezuela | 25–18 | 25–22 | 25–23 |       |       | 75–63  | Relatório |
| 21 set | 17:10 | Austrália | 3–0    | Irã       | 27–25 | 27–25 | 25–22 |       |       | 79–72  | Relatório |
| 22 set | 11:10 | Egito     | 3–1    | Venezuela | 25–18 | 20–25 | 25–18 | 25–20 |       | 95–81  | Relatório |
| 22 set | 14:10 | Canadá    | 3–0    | Irã       | 25–23 | 29–27 | 26–24 |       |       | 80–74  | Relatório |
| 22 set | 17:10 | Austrália | 3–0    | Tunísia   | 25–19 | 25–17 | 25–19 |       |       | 75–55  | Relatório |
| 23 set | 11:10 | Egito     | 0–3    | Irã       | 18–25 | 11–25 | 23–25 |       |       | 52–75  | Relatório |
| 23 set | 14:10 | Canadá    | 3–0    | Tunísia   | 25–19 | 25–21 | 25–17 |       |       | 75–57  | Relatório |
| 23 set | 17:10 | Austrália | 3–1    | Venezuela | 25–16 | 25–21 | 22–25 | 25–21 |       | 97–83  | Relatório |

## Classificação final
| Campeão | Vice-campeão | Terceiro lugar |
| Estados Unidos Matthew Anderson · Aaron Russell · Taylor Sander · David Lee · Paul Lotman · Kawika Shoji · Murphy Troy · Micah Christenson · Russell Holmes · Jayson Jablonsky · Maxwell Holt · David Smith · Dustin Watten · Erik Shoji | Itália Pasquale Sottile · Luca Vettori · Osmany Juantorena · Simone Giannelli · Salvatore Rossini · Ivan Zaytsev · Filippo Lanza · Simone Buti · Matteo Piano · Oleg Antonov · Giulio Sabbi · Simone Anzani · Massimo Colaci · Jacopo Massari | Polônia Piotr Nowakowski · Dawid Konarski · Bartosz Kurek · Karol Kłos · Fabian Drzyzga · Grzegorz Łomacz · Michał Kubiak · Piotr Gacek · Paweł Zatorski · Marcin Możdżonek · Mateusz Mika · Rafał Buszek · Mateusz Bieniek · Artur Szalpuk |

| 4  | Rússia    |
| 5  | Argentina |
| 6  | Japão     |
| 7  | Canadá    |
| 8  | Irã       |
| 9  | Austrália |
| 10 | Egito     |
| 11 | Venezuela |
| 12 | Tunísia   |

### Prêmios individuais
A seleção do campeonato foi composta pelos seguintes jogadores:
- MVP :  Matthew Anderson